# البالون الأحمر (فلم)
البالون الأحمر (بالإنجليزية: The Red Balloon) هو فيلم فنتازيا تم إنتاجه في فرنسا وصدر في سنة 1956.

## ترشيحات وجوائز
| السنة | الحدث  | الفئة             | النتيجة  |
| ----- | ------ | ----------------- | -------- |
|       | أوسكار | أفضل سيناريو أصلي | فـــــوز |

## وصلات خارجية
- مقالات تستعمل روابط فنية بلا صلة مع ويكي بيانات

1. ↑  Crowther, Bosley.The New York Times. March 12, 1957. Accessed July 29, 2013. نسخة محفوظة 16 سبتمبر 2012 على موقع واي باك مشين.
2. ↑  Harris، Aisha (13 ديسمبر 2016). "La La Land's Many References to Classic Movies: A Guide". سلايت (مجلة). مؤرشف من الأصل في 2018-02-01. اطلع عليه بتاريخ 2017-05-13.
3. ↑  Dr. Svet Atanasov. "The Red Balloon / The White Mane Blu-ray Review". Blu-ray.com. مؤرشف من الأصل في 2010-04-04. اطلع عليه بتاريخ 2013-07-29.